# H
A H a latin ábécé nyolcadik, a magyar ábécé tizennegyedik betűje.

## Karakterkódolás
| Karakterkészlet | Kisbetű (h) | Nagybetű (H) |
| --------------- | ----------- | ------------ |
| ASCII           | 104         | 72           |
| Bináris ASCII   | 01101000    | 01001000     |
| EBCDIC          | 136         | 200          |
| Bináris EBCDIC  | 10001000    | 11001000     |
| Unicode         | U+0068      | U+0048       |
| HTML/XML        | &#104;      | &#72;        |

## Hangértéke
A magyarban (kivétel szó végén, ahol vagy néma, vagy a IPA:[x] hangnak felel meg, valamint néhány szóban, mint az ihlet-ben vagy az Ahmedben) és a legtöbb latin ábécét használó nyelvben egy egyszerű aspirációt (hehezetet) jelöl (tudományosan: zöngétlen glottális réshang). Néhány nyelvben ejtése eltérő:
- a szláv nyelvekben általában [x] hangnak felel meg (a csehben zöngés h);
- az újlatin nyelvekben néma, kivétel a román, ahol viszont csak nem latin eredetű átvételekben szerepel (a magyaréhoz hasonló hangértékkel); valószínűleg a latinban sem rendelkezett önálló (megkülönböztető) hangértékkel.

A h betűt gyakran csak az előtte álló betű hangértékének módosítására használják (például a ch az olaszban és a románban a k hang megőrzésére szolgál e, i előtt is, az angolban általában és a spanyolban cs hangot jelöl; az lh a portugálban és az okcitánban az l-et lágyítja; a németben az előtte álló magánhangzó hosszú ejtését jelzi, stb.).

## Jelentései

### Biokémia
- H antigén
- H gén

### Fizika
- h: az óra jele
- h: a Planck-állandó jele
- {\displaystyle \hbar }: A Dirac-állandó jele
- H: jelentése Henry (mértékegység); a mágneses indukció mértékegysége
- H: a mágneses térerősség (mágneses gerjesztettség) jele

### Kémia
- H: a hidrogén vegyjele

### Közgazdaságtan
- h: a hicksi keresleti függvény jele a mikroökonómiában

### Matematika
- H: harmonikus átlag. Az a szám, amelyet az átlagolandó értékek helyébe írva azok reciprokainak összege nem változik.
- H(x) Heaviside-függvény

### Statisztika
- H: szóráshányados
- {\displaystyle H^{2}}: szórásnégyzet-hányados

### Számítástechnika
- h: a rejtett (hidden) attribútum rövidítése

### Zene
- H: zenei hang, a C-dúr hangsor 7. eleme

### Egyéb
- H: Magyarország nemzetközi autójelzése
- H: naptárakban a hétfő rövidítése